# Jacob’s Island

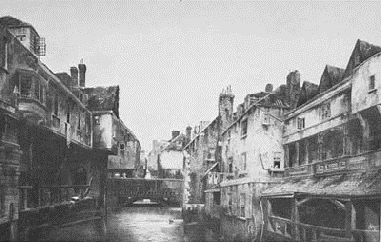
Folly Ditch in der Nähe der heutigen Mill Street auf Jacob’s Island um 1840

Jacob’s Island war ein Slum im Londoner Stadtteil Bermondsey am Südufer der Themse. Von Shad Thames im Westen war es durch das St Saviour’s Dock getrennt, wo der unterirdische Fluss Neckinger in die Themse fließt. Im Süden und Osten war das Viertel durch Flutgräben begrenzt, einer westlich der George Row, der andere nördlich der London Street (heute Wolseley Street).
Jacob’s Island wurde durch den Roman Oliver Twist von Charles Dickens unsterblich, in dem der Hauptschurke Bill Sikes ein furchtbares Ende im Schlamm des Folly Ditch fand. Dickens gibt eine lebhafte Beschreibung der damaligen Verhältnisse:

„… verschrobene hölzerne Galerien, die üblicherweise an der Hinterseite von einem halben Dutzend Häusern angebracht sind, mit Löchern, durch die man auf dem Schlamm darunter sehen kann; Fenster, zerbrochen und geflickt, mit herausstehenden Holzstäben, an denen das Leinen getrocknet werden kann, das nie da ist; Zimmer so klein, so schmutzig, so beengt, dass die Luft zu verdorben selbst für den Dreck und den Schmutz darin scheint; hölzerne Kammern, die sich nach außen über den Schlamm recken und in ihn zu fallen drohen – wie es auch schon einige Male geschehen ist; dreckbeschmierte Wände und faulende Fundamente, jeder abstoßende Gesichtszug der Armut, jedes ekelhafte Anzeichen von Unflat, Fäulnis und Abfall: all das ziert die Ufer von Jacob’s Island.“

Dickens lernte diesen verarmten und widerwärtigen Ort durch die Beamten der Flusspolizei kennen, mit denen er gelegentlich auf Streife ging. Wenn ein Lokalpolitiker wieder einmal den Versuch unternahm, die schiere Existenz von Jacob’s Island zu verleugnen, ließ Dickens keine Entschuldigung gelten und beschrieb die Gegend als „den schmutzigsten, eigenartigsten und bemerkenswertesten von allen Orten, die in London verborgen sind“.  Die Gegend war damals als dreckig bekannt und wurde im Morning Chronicle 1849 als „die Hauptstadt der Cholera“ oder „Jauchenvenedig“ beschrieben. Die Flutgräben wurden Anfang der 1850er-Jahre verfüllt, die Slums niedergerissen und stattdessen Lagerhäuser errichtet.

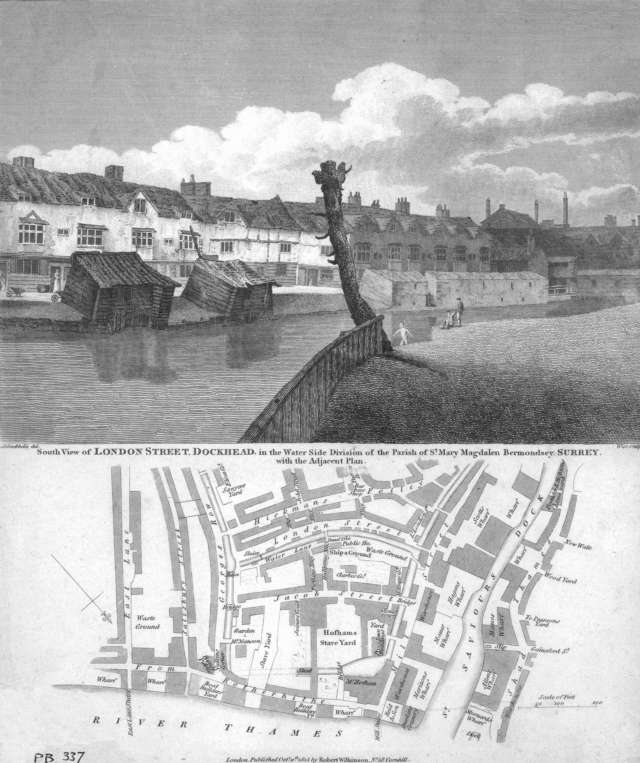
Zeichnung und Karte von Jacob’s Island (1813)

Henry Mayhew beschrieb Jacob’s Island wie folgt:

„Wenn man den Bereich der Pestilenzinsel betrat, lag wirklich ein Leichengeruch in der Luft und ein Gefühl von Übelkeit und Schwere kam über jeden, der nicht daran gewöhnt war, die feuchte Atmosphäre in sich aufzusaugen. Nicht nur die Nase, auch der Magen sagte einem, wie stark die Luft mit Schwefelwasserstoffdünsten gefüllt war; und sobald man eine der verschrobenen, verrotteten Brücken über einen der stinkenden Kanäle überquerte, wusste man durch die schwarze Farbe der Türstöcke und Fensterbretter, in die sich die einst weiße Bleifarbe verwandelt hatte, so sicher, als hätte man eine chemische Analyse durchgeführt, dass die Luft stark mit jenem tödlichen Gas geschwängert war. Die dicken Blasen, die dann und wann im Wasser aufstiegen, zeigten, woher zumindest ein Teil des teuflischen Gemisches herkam, während die offenen, türlosen Abtritte, die über dem Wasser hingen, und die dunklen Schmutzstreifen die Wände hinunter, wo die Abflüsse aus jedem Haus sich in die Flutgräben ergossen, unbestreitbar darauf hinwiesen, wie diese Flutgräben verschmutzt wurden.
Das Wasser war mit Abschaum, fast wie mit einem Spinnennetz, bedeckt und schillerte durch die Schmiere in allen Farben. Darin trieben große Mengen faulenden Seegrases und an den Brückenpfeilern blieben die angeschwollenen Kadaver toter Tiere hängen, die durch die Faulgase zu platzen drohten. Entlang der Ufer stapelte sich unbeschreiblicher Dreck, dessen phosphorhaltiger Gestank über den Anteil an faulendem Fisch erzählte, während die Austernschalen durch viele Schichten von Dreck und Schlamm wie Schieferstücke wirkten. In einigen Teilen der Insel war das Wasser so rot wie Blut durch die Reste von Lederfarbe, die von den stinkenden Gerbereien in der Nähe hineinliefen“

Jacob’s Island wurde im Zweiten Weltkrieg schwer zerbombt und nur ein einziges Lagerhaus aus viktorianischer Zeit hat bis heute überlebt. In den letzten zwanzig Jahren wurde die Insel einer umfangreichen Stadtentwicklung unterzogen.